# Ștena
Ștena este vechea denumire a localității Dacia (Brașov), denumire care provine de la cuvântul german "Stein", care înseamnă "piatră". Denumirea germană a localității este Stein.
Vezi și: Localități din România cu nume schimbate